# Robert Benoît (homme politique)
Pour les articles homonymes, voir Benoît.
À ne pas confondre avec l'acteur français Robert Benoît, né en 1941, ou avec le pilote automobile français Robert Benoist (1895-1944).
Robert Benoît, né le 11 avril 1944 à Saint-Hyacinthe, est un homme politique et professeur d'université québécois, député d'Orford à l'Assemblée nationale du Québec sous la bannière du Parti libéral du Québec de 1989 à 2003.

## Biographie

### Jeunesse
Robert Benoît naît le 11 avril 1944 à Saint-Hyacinthe et étudie en administration et en commerce au collège Paul-Valéry à Montréal. Il reçoit un diplôme de courtier de placements en 1968, année où il est recruté par Dominion Securities Quebec. Il rejoint le Parti libéral du Québec en 1978 et appuie le camp du NON lors du référendum sur l'indépendance de 1980,.
De 1985 à 1989, il est président du Parti libéral et en est le chef de son comité financier. Lors de la conférence du parti de 1987, il appelle le parti à se tourner plus vers les aspects sociaux de la politique, notamment en adoptant des politiques pour aider les personnes sans-abri ou sans emploi,. En 1988, il appuie la branche des Jeunes libéraux pour faire adopter l'Accord de libre-échange canado-américain. Il est aussi en faveur de l'Accord du lac Meech, qui n'aboutit finalement pas en 1990.

### Carrière politique
Il est conseiller municipal à Bolton-Est du 31 octobre 1977 à 1978. 
Aux élections de 1989, Benoît est choisi par le parti pour représenter la circonscription d'Orford, mais son choix est critiqué par des dignitaires locaux. Il remporte facilement son siège, et les libéraux forment un gouvernement majoritaire. Lors de la 34e législature du Québec, il est nommé assistant parlementaire au premier ministre Robert Bourassa. 
En 1992, il fait campagne dans les Cantons-de-l'Est pour l'adoption de l'Accord de Charlottetown. En avril 1993, il se prononce en faveur d'une diminution des restrictions imposées par la Charte de la langue française. Aux élections de 1994, il conserve son siège, mais les libéraux perdent leur majorité face au Parti québécois. Pendant la 35e législature du Québec, il est le critique du parti sur les questions de l'environnement et de l'industrie,.
En 1995, il soutient le candidat Guy Lever du Parti progressiste-conservateur du Canada aux élections partielles fédérales dans Brome—Missisquoi. Lever finit troisième, derrière Denis Paradis du Parti libéral du Canada et Jean-François Bertrand du Bloc québécois. Il est aussi l'un des premiers à soutenir Jean Charest pour devenir chef du Parti libéral du Québec en 1998. Charest est finalement élu sans opposition. 
En 1998, Robert Benoît est réélu dans sa circonscription et le Parti libéral reste en opposition. Il continue d'être le critique sur les questions environnementales. En 2002, il négocie avec André Boisclair la fusion de Magog avec les municipalités voisines d'Omerville et du canton de Magog (en). Il ne se représente pas en 2003, mais est en faveur du candidat libéral Pierre Reid.
Il est conseiller municipal à Austin de 2009 à 2017.

### Après la vie politique
Robert Benoît devient professeur d'histoire au niveau collégial, puis est enseignant du programme de MBA à l'Université de Sherbrooke. 
En 2006, pendant l'affaire de la privatisation du parc national du Mont-Orford, l'ancien homme politique est contre Jean Charest et aide à la création du groupe SOS Parc Mont-Orford, qui a permis de lutter contre la construction résidentielle dans le parc,,.
En 2010, Benoît appelle le parti à effectuer des changements, puisqu'il considère le parti comme devenu une « machine pour collecter de l'argent ».

## Résultats électoraux
|                                                                                               | Nom                     | Parti                 | Nombre de voix | %      | Maj.  |
| --------------------------------------------------------------------------------------------- | ----------------------- | --------------------- | -------------- | ------ | ----- |
|                                                                                               | Robert Benoît (sortant) | Libéral               | 21 164         | 51 %   | 4 916 |
|                                                                                               | Olivier Désilets        | Parti québécois       | 16 248         | 39,1 % | -     |
|                                                                                               | René Forget             | Action démocratique   | 3 624          | 8,7 %  | -     |
|                                                                                               | Josué Côté              | Démocratie socialiste | 352            | 0,8 %  | -     |
|                                                                                               | Claire Desmeules        | Loi naturelle         | 144            | 0,3 %  | -     |
| Total                                                                                         | Total                   | Total                 | 41 532         | 100 %  |       |
| Le taux de participation lors de l'élection était de 81,3 % et 396 bulletins ont été rejetés. |                         |                       |                |        |       |

|                                                                                               | Nom                     | Parti               | Nombre de voix | %      | Maj.  |
| --------------------------------------------------------------------------------------------- | ----------------------- | ------------------- | -------------- | ------ | ----- |
|                                                                                               | Robert Benoît (sortant) | Libéral             | 19 082         | 51,1 % | 3 787 |
|                                                                                               | Ginette Therrien        | Parti québécois     | 15 295         | 40,9 % | -     |
|                                                                                               | Michael Roy             | Action démocratique | 2 454          | 6,6 %  | -     |
|                                                                                               | Jean-Paul Lapointe      | Loi naturelle       | 293            | 0,8 %  | -     |
|                                                                                               | Carole Blouin           | Parti économique    | 242            | 0,6 %  | -     |
| Total                                                                                         | Total                   | Total               | 37 366         | 100 %  |       |
| Le taux de participation lors de l'élection était de 82,8 % et 554 bulletins ont été rejetés. |                         |                     |                |        |       |

|                                                                                               | Nom               | Parti           | Nombre de voix | %      | Maj.  |
| --------------------------------------------------------------------------------------------- | ----------------- | --------------- | -------------- | ------ | ----- |
|                                                                                               | Robert Benoît     | Libéral         | 17 236         | 57,5 % | 7 635 |
|                                                                                               | Henri Bourassa    | Parti québécois | 9 601          | 32 %   | -     |
|                                                                                               | Claude-M. Ostiguy | Parti Unité     | 1 696          | 5,7 %  | -     |
|                                                                                               | Denis Boissé      | NPD Québec      | 861            | 2,9 %  | -     |
|                                                                                               | André Perron      | Parti 51        | 594            | 2 %    | -     |
| Total                                                                                         | Total             | Total           | 29 988         | 100 %  |       |
| Le taux de participation lors de l'élection était de 74,2 % et 760 bulletins ont été rejetés. |                   |                 |                |        |       |